# Raphaël Addy
Raphaël Addy (* 16. März 1990 in Fully) ist ein Schweizer Strassenradrennfahrer.
Raphaël Addy fuhr 2009 für das BMC-Sogecoma-Hottinger Valais Cycling Team, wo er den dritten Platz bei einem Rennen in Schwarzhäusern gewann. Von 2010 bis 2012 fuhr er für das Schweizer Continental Team Atlas Personal. In seinem zweiten Jahr dort wurde er Dritter bei dem Eintagesrennen Sierre–Nax, Zehnter beim Antwerpse Havenpijl und gewann die erste Etappe beim Grand Prix Chantal Biya.
Nach Verweigerung einer Dopingkontrolle im September 2021 (nachdem er beim Jedermannsrennen La Marmotte als erster die Ziellinie überquert hatte) wurde er für vier Jahre gesperrt.

## Erfolge
2011
- Prolog Grand Prix Chantal Biya

## Teams
- 2009 BMC-Sogecoma-Hottinger Valais Cycling Team
- 2010 Atlas Personal
- 2011 Atlas Personal
- 2012 Atlas Personal-Jakroo
- 2013 Maca-Loca Scott

## Einzelnachweis
1. ↑  Radfahrer für vier Jahre gesperrt, Mitteilung von Swiss Sport Integrity vom 31. Oktober 2023

| Personendaten    | Personendaten                   |
| ---------------- | ------------------------------- |
| NAME             | Addy, Raphaël                   |
| KURZBESCHREIBUNG | Schweizer Strassenradrennfahrer |
| GEBURTSDATUM     | 16. März 1990                   |
| GEBURTSORT       | Fully                           |